# Богданівці (Хорватія)
Богда́нівці (хорв. Bogdanovci, русин. Богдановци) — село та община на сході Хорватії, в області Срем, на території Вуковарсько-Сремської жупанії. Населене переважно русинами. Адміністративний центр громади Богданівці, яка складається з трьох сіл: власне Богданівці, Петрівці і Свиняревці. На півночі громада Богданівці прилягає до адміністративних меж територіальної одиниці місто Вуковар.

## Демографія
У 1991 році у селі мешкало 1 113 осіб, з яких 128 загинули або пропали безвісти протягом війни за незалежність Хорватії.
Населення громади за даними перепису 2011 року становило 1 960 осіб, 132 з яких назвали рідною українську мову. Населення самого поселення становило 710 осіб.
Динаміка чисельності населення громади:
Динаміка чисельності населення центру громади:
За національним складом на підставі даних перепису 2001 року, населення громади розподілилося так:
- хорвати — 1 266 (53,51)
- русини — 550 (23,25)
- серби — 241 (10,19)
- українці — 175 (7,40)
- албанці — 68 (2,87)
- угорці — 9 (0,38)
- німці — 8 (0,34)
- босняки — 2
- поляки — 2
- словаки — 2
- чорногорці — 1
- румуни — 1
- словенці — 1
- решта — 3
- невизначені — 24 (1,01)
- невідомо — 13 (0,55)

## Населені пункти
Крім поселення Богданівці, до общини також входять: 
- Петрівці
- Свиняревці

## Клімат
Середня річна температура становить 11,08°C, середня максимальна – 25,38°C, а середня мінімальна – -5,91°C. Середня річна кількість опадів – 672 мм.
| Клімат поселення                              | Клімат поселення | Клімат поселення | Клімат поселення | Клімат поселення | Клімат поселення | Клімат поселення | Клімат поселення | Клімат поселення | Клімат поселення | Клімат поселення | Клімат поселення | Клімат поселення | Клімат поселення |
| Показник                                      | Січ.             | Лют.             | Бер.             | Квіт.            | Трав.            | Черв.            | Лип.             | Серп.            | Вер.             | Жовт.            | Лист.            | Груд.            |                  |
| Середній максимум, °C                         | 5,80             | 7,87             | 12,41            | 17,09            | 22,40            | 25,38            | 25,10            | 24,81            | 20,80            | 15,30            | 9,40             | 5,50             |                  |
| Середня температура, °C                       | −0,04            | 2,00             | 6,54             | 11,20            | 16,50            | 19,50            | 21,20            | 20,90            | 16,85            | 11,37            | 5,48             | 1,55             |                  |
| Середній мінімум, °C                          | −5,91            | −3,89            | 0,69             | 5,34             | 10,64            | 13,62            | 17,20            | 16,94            | 12,90            | 7,40             | 1,51             | −2,39            |                  |
| Норма опадів, мм                              | 43               | 38               | 42               | 54               | 61               | 87               | 68               | 62               | 50               | 54               | 61               | 52               |                  |
| Середньомісячна швидкість вітру, м/с          | 2.20             | 2.50             | 2.80             | 2.70             | 2.40             | 2.20             | 2.20             | 2.00             | 2.00             | 2.13             | 2.20             | 2.30             |                  |
| Середньомісячна сонячна радіація, кДж/м²·день | 4338             | 7071             | 11060            | 15573            | 19440            | 21412            | 22344            | 20391            | 15094            | 9533             | 4927             | 3628             |                  |
| --------------------------------------------- | ---------------- | ---------------- | ---------------- | ---------------- | ---------------- | ---------------- | ---------------- | ---------------- | ---------------- | ---------------- | ---------------- | ---------------- | ---------------- |
| Джерело:                                      |                  |                  |                  |                  |                  |                  |                  |                  |                  |                  |                  |                  |                  |